# Бетакоронавирусы
Бетакоронавирусы (β-CoVs или Beta-CoVs) является одним из четырёх родов (альфа-, бета-, гамма- и дельта-) коронавирусов.

## Описание
Вирусы, относящиеся к этому роду представляют собой оболочечные РНК-вирусы с положительной цепью, которые инфицируют млекопитающих (в том числе и человека). Природным резервуаром бета-коронавирусов являются летучие мыши и грызуны. Грызуны являются резервуаром для подрода Embecovirus, а летучие мыши — для других подродов.

## Классификация
Традиционно выделяют четыре рода подрода или линии (A, B, C и D). Возбудитель вируса HCoV-OC43, относящегося к бетакоронавируса A, возбудитель обнаружен в 1967 году. Пятый подрод (Hibecovirus) был выявлен в 2013 году.